# Varför bad de inte Evans?
Varför bad de inte Evans? (originaltitel Why Didn't They Ask Evans?) är en detektivroman av författaren Agatha Christie, vilken utkom i original 1934. Titeln utgör ett klassiskt meddelande från den döde.
Romanen utspelar sig i Wales och Hampshire. Bobby Jones hittar en döende man på den lokala golfbanan. Ett foto han såg i mannens ficka byts ut medan polisen söker efter hans identitet. Bobby och hans vän Lady Frances Derwent får ett äventyr när de löser mysteriet med mannens sista ord: "Varför bad de inte Evans?"
Romanen hyllades vid första publiceringen som "en berättelse som kittlar och lockar", och att läsaren säkert kommer att gilla amatördetektiverna och förlåta frånvaron av Poirot. Den hade en livlig berättelse, full av action, med två amatördetektiver som "blandar charm och ansvarslöshet med slughet och lycka". Robert Barnard kallade den "Livfull" men jämförde den med Evelyn Waughs Vile Bodies och tyckte att detektiverna var för mycket amatörer.

## Handling
Bobby Jones spelar golf med Dr Thomas i den walesiska kuststaden Marchbolt. När han söker efter en golfboll som han slagit över klippkanten, ser han en man som ligger nedanför. Dr Thomas konstaterar att mannen är dödligt skadad och går efter hjälp. Bobby stannar hos mannen, som en kort stund återfår medvetandet, säger "Varför bad de inte Evans?" och därefter avlider. Bobby finner ett fotografi av en vacker kvinna i mannens rockficka, men inga identifikationshandlingar. Roger Bassington-ffrench, en främling klädd i golfbyxor, erbjuder sig att stanna med kroppen så att Bobby kan spela orgel i sin fars kyrka.
Den döde mannen identifieras vid förhöret som Alex Pritchard av sin syster, Amelia Cayman. Hon sägs vara kvinnan på fotografiet; Bobby undrar hur en så vacker flicka kunde bli en så grov äldre kvinna. Efter förhöret frågar fru Cayman och hennes man om Pritchard hade några sista ord. Bobby säger nej, men senare, när han pratar med sin vän Lady Frances "Frankie" Derwent, kommer Bobby ihåg Pritchards sista ord och skriver till Cayman för att berätta för dem.
Bobby får och avvisar ett oväntat jobberbjudande från en firma i Buenos Aires. Strax därefter är han nära att dö efter att ha druckit ur en förgiftad ölflaska. Den lokala polisen går inte vidare med detta. Frankie tror att Bobby är måltavla för mord. När Bobby ser numret av lokaltidningen med fotografiet som användes för att hitta Pritchards syster, ser han att det inte är det han hittade i den döde mannens ficka. Han och Frankie inser att Bassington-ffrench bytt ut fotografiet och att fru Cayman inte är släkt med den döde mannen. Bobby och Frankie spårar Bassington-ffrench till Merroway Court i Hampshire, som ägs av Rogers bror och svägerska, Henry och Sylvia. De iscensätter en bilolycka utanför huset med hjälp av en vän som är läkare, så att Frankie, som låtsas vara skadad, kommer att bjudas in att stanna för att återhämta sig. Frankie tar fram ett tidningsurklipp om den mystiske döde mannen; Sylvia säger att han ser ut som Alan Carstairs, en resenär och storviltsjägare som var vän med John Savage, en miljonär som tog livet av sig efter att ha fått veta att han hade obotlig cancer.
Frankie träffar två grannar till familjen Bassington-familjen – Dr Nicholson, som driver ett lokalt sanatorium, och hans yngre fru Moira. Bobby undersöker området på natten och möter en kvinna som säger att hon fruktar för sitt liv. Hon är kvinnan på fotografiet som Bobby hittade i den döde mannens ficka. Flera dagar senare dyker Moira Nicholson upp på det lokala värdshuset där Bobby bor förklädd till Frankies chaufför. Hon säger att hennes man försöker döda henne och säger att hon kände Alan Carstairs innan hon gifte sig med läkaren. Moira föreslår att Bobby och Frankie ska fråga Roger om han tog fotografiet från den döde mannens kropp. Roger erkänner att han tog fotot för att han kände igen Moira och ville undvika skandal för henne. Frankie ger sig av efter att Henry hittats död i sitt hem, ett uppenbart självmord.
Frankie är intresserad av den avlidne John Savages testamente och konsulterar sin familjs advokat i London och får reda på att Carstairs konsulterade honom också. Savage bodde hos makarna Templeton när han blev övertygad om att han hade cancer, trots att en specialist sa till honom att han var helt frisk. När han dog genom självmord lämnade hans testamente 700 000 pund till familjen Templeton, som tydligen sedan dess har lämnat Storbritannien. Carstairs var dem på spåren när han dödades. Bobby kidnappas och Frankie lockas till samma isolerade stuga av Roger. De vänder på steken när Badger Beadon anländer i rätt tid och hittar en drogad Moira i huset. När polisen kommer har Roger rymt.
Bobby och Frankie spårar vittnena till undertecknandet av John Savages testamente. De är före detta kock och trädgårdsmästare hos makarna Templeton. Mr Templeton är också känd som Mr Leo Cayman. Kokerskan säger att Gladys, husan, inte ombads att bevittna testamentet som upprättades kvällen innan Savage dog. Frankie inser att kocken och trädgårdsmästaren inte såg Mr Savage innan undertecknandet, medan husan gjorde det och borde ha insett att det var Roger på "dödsbädden" som skrev testamentet och inte Mr Savage. Salongsfröken är Gladys Evans, därav anledningen till Carstairs fråga: "Varför bad de inte Evans?"
När de spårar upp husan upptäcker de att hon nu är den gifta hushållerskan i Bobbys hem. Carstairs försökte hitta henne. När de återvänder till Wales hittar de Moira, som hävdar att hon är förföljd av Roger och har kommit till dem för att få hjälp. Frankie låter sig inte luras och omintetgör Moiras försök att förgifta deras kaffe, när han inser att Moira var Mrs Templeton och Rogers medkonspiratör. Moira försöker sedan skjuta Frankie och Bobby på kaféet, men blir övermannad och arresterad. Flera veckor senare får Frankie ett brev från Roger, postat från Sydamerika, där han erkänner att han mördat Carstairs, mördat sin bror och konspirerat i alla Moiras tidigare brott. Bobby och Frankie inser att de är kära och förlovar sig.

## Karaktärer
- Robert "Bobby" Jones: fjärde sonen till kyrkoherden i Marchbolt, 28 år gammal, bor på prästgården
- Lady Frances "Frankie" Derwent: dotter till earlen av Marchington
- Dr Thomas: golfpartner till Bobby
- Kyrkoherden i Marchbolt: Bobbys pappa
- Alex Pritchard: man som dog på klipporna nära Marchbolt, som visade sig vara Alan Carstairs, en vän till John Savage
- Mr Leo och Mrs Amelia Cayman: förmodad svåger och syster till Alex Pritchard
- "Badger" Beadon: stammande vän till Bobby och ägare till ett garage i London. Han var i Oxford tillsammans med Roger Bassington-ffrench
- George Arbuthnot: läkare och vän till Frankie
- Henry Bassington-ffrench: förmögen engelsman som bor i Merroway Court i Hampshire, på senare tid drogmissbrukare, som mördades av sin bror
- Sylvia Bassington-ffrench: Amerikansk hustru till Henry som fattar tycke för Frankie
- Thomas Bassington-ffrench: deras unge son
- Roger Bassington-ffrench: Henrys intrigerande och mördande bror
- Dr Nicholson: kanadensisk ägare till ett sanatorium nära Merroway Court
- Moira Nicholson: hans fru; även fru Templeton
- John Savage: miljonär och storviltsjägare som stannade hos familjen Templeton och mördades av Roger Bassington-ffrench
- Mr och Mrs Templeton: vänner till John Savage i slutet av hans liv; Mr Templeton är Leo Cayman
- Mrs Rivington: vän till John Savage, som känner Sylvia Bassington-ffrench, och som bjöd mr Carstairs på middag i hennes hem
- Gladys Roberts: f.d. salongsbiträde hos herr och fru Templeton när hon var Gladys Evans, nu anställd tillsammans med sin man hos kyrkoherden i Marchbolt
- Rose Pratt: före detta kock till Mr och Mrs Templeton och vittne till "John Savages" sista vilja (imiterad av Roger)
- Albert Mere: före detta trädgårdsmästare till herr och fru Templeton och vittne till "John Savages" sista vilja (imiterad av Roger)

## Inblick i hur titeln uppstod
I inledningen till Agatha Christies bok Passagerare till Frankfurt (1970) ger hon exempel på hur hon har kommit på idéer till sina böcker. Inkluderat är denna förklaring: "Du går och dricker te med en vän. När du kommer fram slår hennes bror igen en bok han läser, kastar den åt sidan och säger: "Inte illa, men varför i hela friden bad de inte Evans?" Så du bestämmer dig genast för att en av dina böcker som snart ska skrivas ska ha titeln Varför bad de inte Evans? Du vet ännu inte vem Evans kommer att vara. Det spelar ingen roll. Evans kommer i sinom tid – titeln är fastställd."

## Allusioner till verkliga personer
Namnet på romanens hjälte – Bobby Jones – är detsamma som namnet på den amerikanske golfaren som stod på höjden av sin berömmelse vid tiden för publiceringen. Det första kapitlet introducerar "Bobby Jones" som spelar golf; när hans slag med besvikelse susar längs marken, förklarar berättelsen att Bobby inte är den amerikanske mästaren.

## Litterär betydelse och mottagande
The Times Literary Supplement (27 september 1934) drog den positiva slutsatsen: "Mrs Christie beskriver riskerna (Bobby Jones och Frankie Derwent) på sitt lättaste och mest sympatiska sätt, leker med sina karaktärer som en kattunge leker med ett ullnystan, och utsätter inte sina läsare för större påfrestningar än nöjet att vid en sittning läsa en berättelse som kittlar och retar men aldrig uttömmer deras tålamod eller uppfinningsrikedom."
Isaac Anderson drog i The New York Times Book Review (18 september 1935) slutsatsen: "Frankie och Bobby är inte alls så briljanta som amatördetektiver vanligtvis är i böcker, men du kommer garanterat att gilla dem, och du kanske till och med kan förlåta Agatha Christie för att hon utelämnade Hercule Poirot bara den här gången."
The Observer (16 september 1934) började med att säga att "det finns en engagerande entusiasm i Agatha Christies senaste roman" och drog slutsatsen att "berättelsen är livlig" och "berättelsen är full av action".
Milward Kennedy skrev i sin recension i The Guardian den 21 september 1934 efter att ha sammanfattat intrigens upplägg att "Poirot har ingen del i den här boken; I stället är det en ung man och en ung kvinna som blandar charm och ansvarslöshet med slughet och tur som på ett underhållande och framgångsrikt sätt lyckas tillskansa sig polisens funktioner. Felet som jag finner är turens övervikt. För skurkarna var det till exempel en enastående tur som gjorde det möjligt för dem att upptäcka och identifiera en obskyr kyrkoherdes fjärde son som sov på en ensam picknick; Det var mycket otur för dem att han kunde tillgodogöra sig en sextonde gånger dödlig dos av morfin. De hade, återigen, tur i att alltid ha till hands just de egenskaper som krävdes för att få ett extempore-mord att framstå som något annat; och vad gäller det ljusa unga paret – men det är brister som är föga märkbara i den glada strömmen av Mrs Christies berättelse. Kanske skulle jag inte ha lagt märke till dem om jag inte hade läst boken så snabbt att det i en avskild by inte fanns något annat att göra nästa dag än att läsa den igen med strängare blick men inte mindre nöje."
Robert Barnard skrev om boken 1980 att den var "livlig, med enstaka glimtar av en Vile Bodies-värld, men en som saknade Waughs anarkistiska humor och långt om snobberi ("Ingen tittar på en chaufför som de ser på en person")." Hans kritik var att romanen var "försvagad av brist på ordentlig detektiv: utredningsparet är fumliga amatörer, med mer än en touch av Tommy och Tuppence".

## Bearbetningar

### 1980
Varför bad de inte Evans? filmatiserades av London Weekend Television och sändes den 30 mars 1980. Innan denna produktion hade det gjorts relativt få filmatiseringar av Christies verk för TV eftersom det var ett medium som hon ogillade och hon hade inte varit imponerad av tidigare insatser, i synnerhet en sändning av Och så var de bara en den 20 augusti 1949 när flera märkbara fel gick ut live, till exempel då ett av "liken" stod upp och gick ut fullt synlig för kamerorna. På 1960-talet vägrade hon bestämt att ge TV-rättigheter till sina verk.
Efter Christies död 1976 lättade hennes dödsbo, som huvudsakligen förvaltades av hennes dotter Rosalind Hicks, på detta beslut och Varför bad de inte Evans? var den första stora produktionen som blev resultatet. Evans lockade en stor publik och mottog tillfredsställande recensioner, men ännu viktigare, det visade för TV-cheferna att Christies arbete kunde bli framgångsrikt för den lilla skärmen med rätt budgetar, stjärnor och uppmärksamhet på detaljer – Agatha Christie's Partners in Crime, Miss Marple med Joan Hickson (som hade en mindre roll i Evans), Agatha Christies Poirot med David Suchet och Marple med Geraldine McEwan, fram till sin pensionering, och sedan med Julia Mackenzie, kan alla spåra sin stil och sina framgångar tillbaka till denna filmatisering från 1980.
Med en generös budget på 1 miljon pund, en stor summa för den tiden, hade den en stjärnspäckad rollista och ett tre månader långt inspelnings- och videoinspelningsschema. Problem uppstod under ITV-strejken 1979 som varade i tre månader och ledde till att produktionspersonal byttes ut när strejken avslutades, inklusive ett byte av direktör. Den ursprungliga tanken var att den 180 minuter långa pjäsen skulle sändas som en "miniserie" i tre delar, men ITV bestämde sig sedan för att visa den som en tre timmar lång special med maximal publicitet, särskilt för Francesca Annis i rollen som Frankie.

#### Platser
En stor del av filmen spelades in på plats i Cuddington och Long Crendon i Buckinghamshire. Hall Barn, Beaconsfield, Buckinghamshire fungerade som Bassington-ffrench residens och Castle Ashby i Northamptonshire användes som Lady Derwents hem.

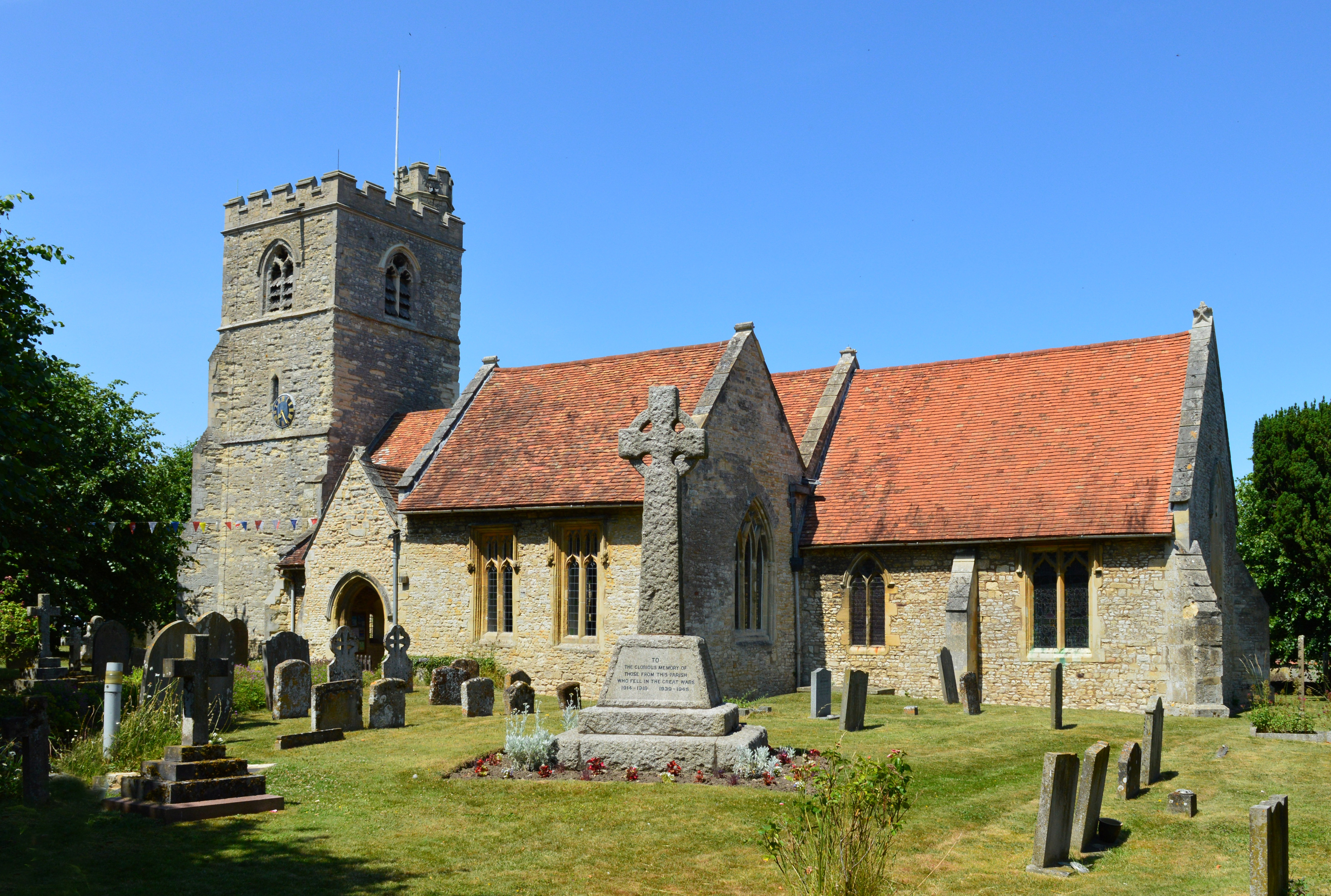
Cuddingtons kyrka där Bobbys pappa är kyrkoherde
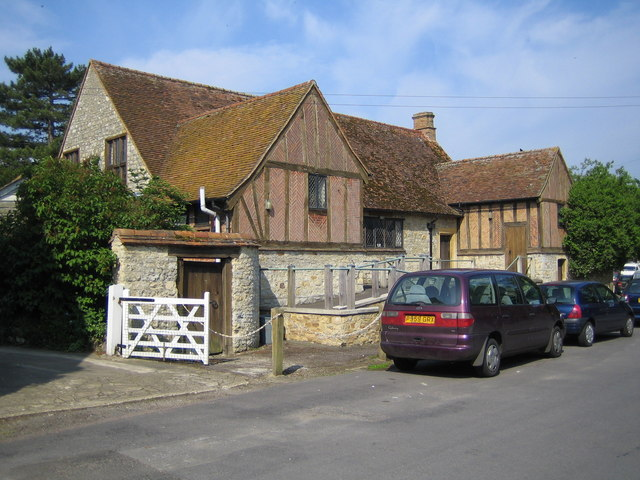
Cuddington
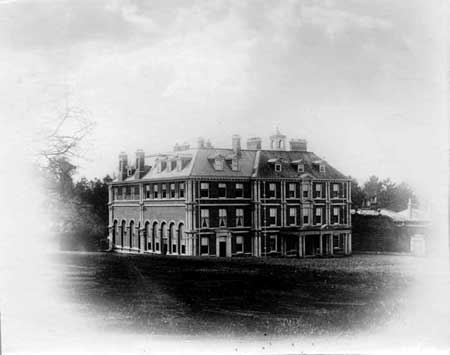
Hall Barn, hem för Bassington-ffrench
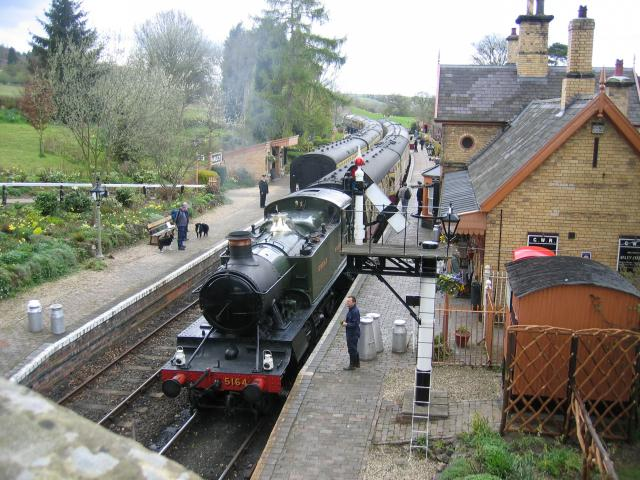
Arley Station användes som järnvägsstation
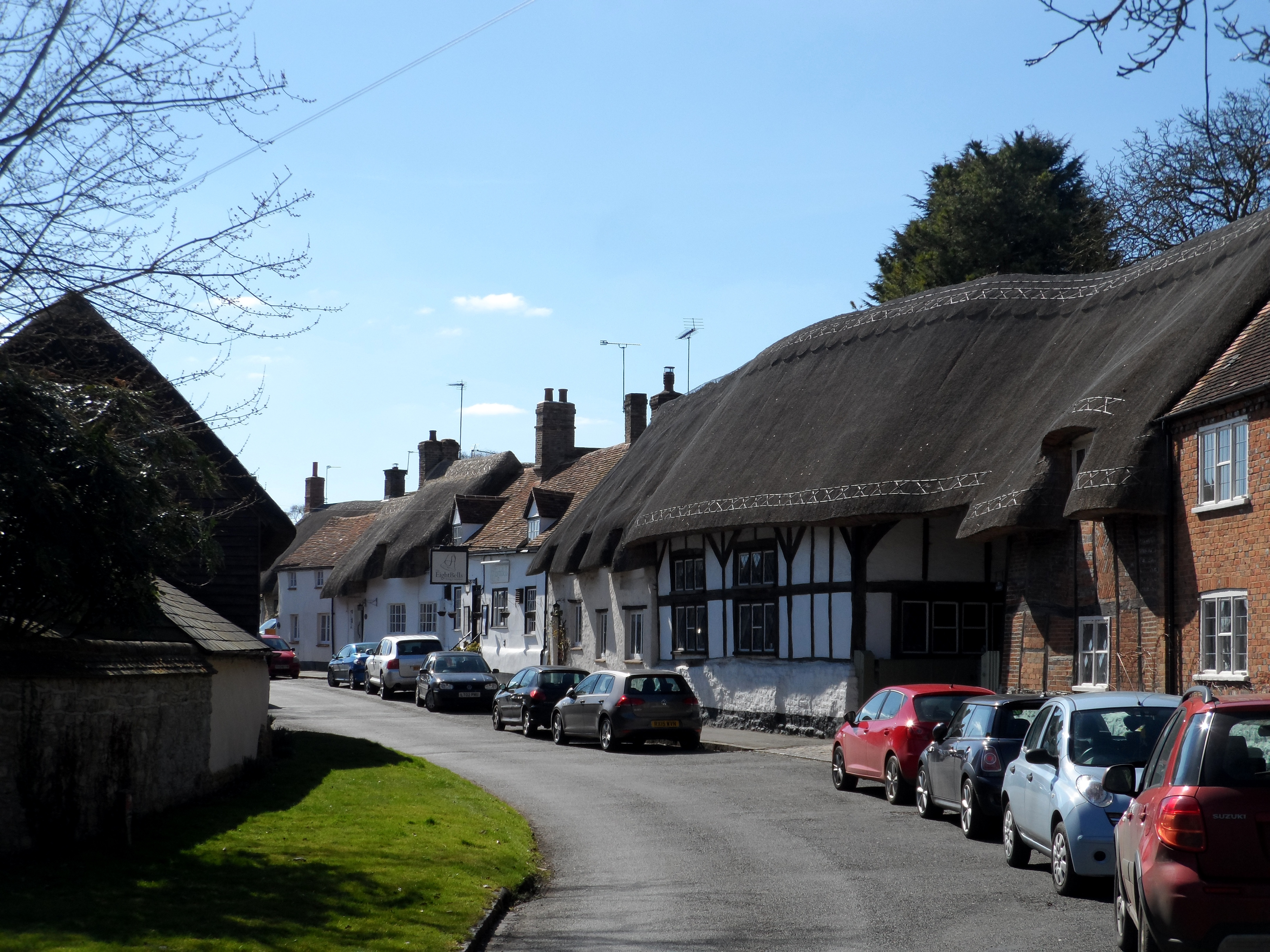
Long Crendon
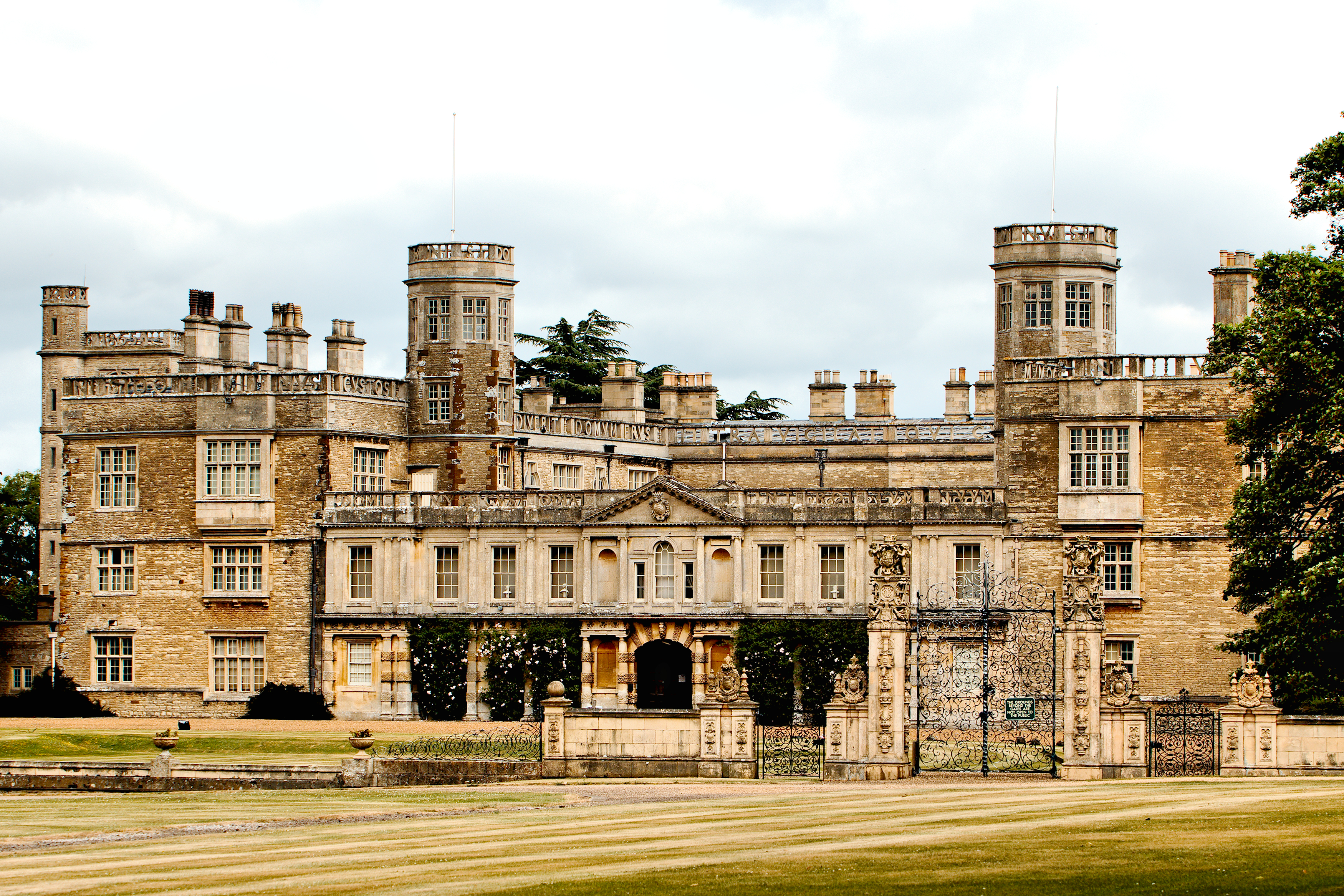
Castle Ashby House

Produktionen var trogen bokens handling och dialog. Två anmärkningsvärda förändringar gjordes. Den första är erkännandet i den ensliga stugan att doktor Nicholson är Roger Bassington-ffrench i förklädnad. I romanen är det Bobby som känner igen bedrägeriet eftersom mannens örsnibbar skiljer sig från läkaren som han tidigare hade skymtat. I filmatiseringen blir Frankie vittne till hur en av Nicholsons patienter attackerar honom på sanatoriet när han får en rejäl rivsår i ansiktet. I stugan inser hon att reporna har försvunnit. Den andra förändringen kommer i slutet när Roger, istället för att skriva till Frankie från Sydamerika, lockar henne till ett öde Merroway Court, gör ungefär samma bekännelse som finns i bokens brev och säger till henne att han älskar henne och ber henne att följa med honom. När hon vägrar låser han in henne i ett rum i huset (för att befrias av Bobby nästa dag) men skadar henne inte när han flyr utomlands. Produktionen visades för första gången på amerikansk TV som en del av Mobil Showcase den 21 maj 1981, introducerad av Peter Ustinov.
Roller:

- Francesca Annis som Lady Frances (Frankie) Derwent
- Leigh Lawson som Roger Bassington-ffrench
- James Warwick as Bobby Jones
- Connie Booth som Sylvia Bassington-ffrench
- John Gielgud som Reverend Jones
- Bernard Miles som Dr Thomas
- Eric Porter som Dr Nicholson
- Madeline Smith som Moira Nicholson
- Doris Hare som Rose Pratt
- Joan Hickson som Mrs Rivington
- Roy Boyd som Alan Carstairs
- James Cossins som Henry Bassington-ffrench
- Robert Longden som Badger Beadon

### 2011
Patrick Barlow omarbetade Christies roman till en två timmar lång TV-film med Julia McKenzie i huvudrollen som Miss Marple, en Christie-karaktär som inte förekommer i originalromanen. Den sändes första gången onsdagen den 15 juni 2011 på ITV. Några av de större förändringarna i tomten är följande:
- Miss Marple porträtteras som en vän till Bobbys mor (Bobbys far dyker inte upp), och går med i utredningen samtidigt som hon utger sig för att vara Frankies guvernant.
- Bokens tidsperiod är förskjuten från början av 1930-talet till slutet av 1950-talet för att matcha den tidsram som används av resten av ITV Marple-serien.
- Karaktärerna Leo Cayman, Amelia Cayman, Badger Beadon, Henry Bassington-ffrench, Vicar Jones och Dr Thomas är utelämnade.
- Thomas Bassington-ffrench är en liten pojke i romanen, men i filmen är han en kall och introvert tonåring.
- Nya karaktärer och sidointriger introduceras, bland annat Sylvias två barn Tom och Dorothy Savage, butlern Wilson, kommendörkapten Peters och Claude Evans. Evans, som framställs som en orkidéodlare och vän till Savage, mördas för att lura Bobby, Frankie och Miss Marple.
- Sylvia Bassington-ffrench och Alan Carstairs byter namn till Sylvia Savage respektive John Carstairs. Sylvia blir narkoman i den här versionen, hennes fix tillhandahålls av Dr Nicholson.
- John Savage (kallad Jack i den här filmatiseringen) görs till Sylvias make, som mördas innan filmen börjar.
- Bobby hittar inte kroppen när han spelar golf; Han tar en promenad över klippan. Mordförsöket på honom är att han körde sin cykel av vägen i stället för en förgiftad öl.
- Rogers roll i hushållet förändras: Istället för att vara Sylvias svåger är han pianist på Castle Savage, och eftersom Cayman är raderade och det inte finns något fotografi för honom att ta från Carstairs kropp, är han inte närvarande när kroppen upptäcks.
- Motivet till morden ändras: Roger och Moira visar sig vara bror och syster, barn till Sylvia från hennes första äktenskap, till Jack Savages bror George. Jack och Sylvia inledde en affär medan bröderna bodde i Kina strax före andra världskrigets början, och Jack lät mörda sin bror, en högljudd motståndare till japanerna. När kriget intensifierades återvände Jack till England med Sylvia men tvingade henne att lämna sina barn bakom sig, där Roger placerades på ett barnhem och Moira, antyds det, användes som en "tröstflicka" av den japanska armén. Upplösningen ändras; Moira och Roger blir avbrutna i ett försök att döda Sylvia genom att injicera henne med gift, men överraskas av de andra misstänkta. Under den efterföljande striden skjuter Tom Roger, och Wilson dödar Moira genom att injicera henne med giftet hon ämnade för Sylvia.
- Scenerna i Castle Savage spelades till stor del in i Loseley Park nära Guildford - ett ståtligt 1500-talshem i Surrey som tillhörde familjen More-Molyneux.[12]

Skådespelarna i denna anpassning inkluderade:

- Julia McKenzie som Miss Marple
- Sean Biggerstaff som Bobby Attfield
- David Buchanan som John Carstairs
- Siwan Morris som Florrie
- Helen Lederer som Marjorie Attfield
- Georgia Tennant som Frankie Derwent
- Samantha Bond som Sylvia Savage
- Richard Briers som Wilson
- Freddie Fox as Tom Savage
- Rik Mayall som Alec Nicholson
- Hannah Murray som Dorothy Savage
- Rafe Spall som Roger Bassington
- Natalie Dormer som Moira Nicholson
- Warren Clarke som Commander Peters
- Mark Williams som Claud Evans

### 2013
Den anpassades som ett avsnitt av den franska tv-serien Les Petits Meurtres d'Agatha Christie från 2013.

### 2022
I april 2021 tillkännagavs det att Hugh Laurie skulle anpassa romanen för BritBox 2022. Inspelningen ägde rum i Surrey, främst i byarna Shere och Albury, mellan juni och augusti 2021 och vid Three Cliffs Bay i Swansea. Seriens tre delar blev tillgänglig på BritBox den 14 april 2022. Den visades sedan på ITVX och ITV i april 2023.
Rollbesättning

- Will Poulter som Bobby Jones
- Lucy Boynton som Frankie Derwent
- Maeve Dermody som Moira Nicholson
- Hugh Laurie som Dr James Nicholson
- Jim Broadbent som Lord Marcham
- Emma Thompson som Lady Marcham
- Conleth Hill som Dr Alwyn Thomas
- Daniel Ings som Roger Bassington-ffrench
- Jonathan Jules som Ralph 'Knocker' Beadon
- Miles Jupp som Henry Bassington-ffrench
- Amy Nuttall som Sylvia Bassington-ffrench
- Alistair Petrie som Reverend Richard Jones
- Paul Whitehouse som the landlord
- Morwenna Banks som Mrs Cayman
- Joshua James som Dr George Arbuthnot
- Richard Dixon som Leo Cayman